# John Meehan
John Meehan född 13 juni 1902 i Tehachapi Kalifornien död 15 maj 1963, var en amerikansk produktionsdesigner och scenograf. 
Meehan föddes i Tehachapi, Kalifornien och gick på University of Southern California. Han vann tre Oscars för Bästa scenografi för William Wylers Arvtagerskan (1949), för Billy Wilders Sunset Boulevard (1950) och för Richard Fleischers adaption av Jules Vernes klassiker En världsomsegling under havet (1954). Han arbetade även med Fallet Martha Ivers (en av hans första filmer, 1946) och Sånt händer med flickor (1956).

## Filmer (i urval)
- 1949 – Arvtagerskan
- 1950 – Sunset Boulevard
- 1956 – Sånt händer med flickor